# Hogere Zeevaartschool
Hogere Zeevaartschool (pol. Akademia Morska) – typ uczelni wyższej w Holandii i Belgii, na której szkoleni są oficerowie Marynarki Handlowej.
Po ukończeniu Hogere Zeevaartschool, możliwe jest uzyskanie stopnia starszego mechanika (officier werktuigkundige) oraz starszego oficera (officier ter lange omvaart - stuurman). W Belgii kursy te realizowane są na uczelni Antwerp Maritime Academy w Antwerpii i mogą się zakończyć studiami magisterskimi wraz z uzyskaniem stopnia kapitana. Natomiast w Holandii kursy prowadzone są na Hogere Zeevaartschool Amsterdam, Hogeschool voor de zeevaart, Maritiem Instituut de Ruyter i Maritiem Instituut Willem Barentsz.

## Rozwój morskiej kariery zawodowej
Do szkół typu hogere zeevaartschool rekrutuje się osoby bez wcześniejszego doświadczenia na morzu. Przez pierwsze 7 miesięcy student nabiera doświadczenia podczas treningu na symulatorach oraz na morzu. Po roku nauki na pokładzie student uzyskuje stopień III oficera. Jeżeli student zdecyduje się na specjalność maszynisty, po 12 miesiącach nauki w maszynowni, student uzyskuje stopień IV oficera. W przeciągu roku studenci uzyskują odpowiednio stopnie II oficera oraz III mechanika. Stopień starszego oficera i II mechanika można uzyskać po kolejnym roku nauki na morzu. Po 3 latach od początku nauki uzyskuje się stopnie kapitana i starszego mechanika.